# Tarda
Tarda (niem. Tharden) – wieś w Polsce położona w województwie warmińsko-mazurskim, w powiecie ostródzkim, w gminie Miłomłyn. W latach 1975–1998 miejscowość administracyjnie należała do województwa olsztyńskiego.
Wieś położona nad jeziorem Bartężek, a w pobliżu Jeziora Tarda
W 2016 r. Tarda uzyskała wraz z miastem Miłomłyn i sołectwem Bagieńsko w gminie Miłomłyn status obszaru ochrony uzdrowiskowej („Obszar Ochrony Uzdrowiskowej Miłomłyn”).

## Historia
Dokumenty z 1785 r. wymieniają karczmę z dwoma zabudowaniami. W 1842 r. w Tardzie istniało leśnictwo. W 1861 r. miejscowość obejmowała areał 272 mórg i było w niej 157 mieszkańców. W 1925 r. obszar wsi wynosił 63,5 ha a zamieszkiwało ją 215 osób. W 1939 r. we wsi było 216 mieszkańców.